# Eburodacrys ayri
Eburodacrys ayri là một loài bọ cánh cứng trong họ Cerambycidae.